# Steinsel
Steinsel (luxemburgisch Steeselⓘ) ist eine Gemeinde im Großherzogtum Luxemburg und gehört zum Kanton Luxemburg.

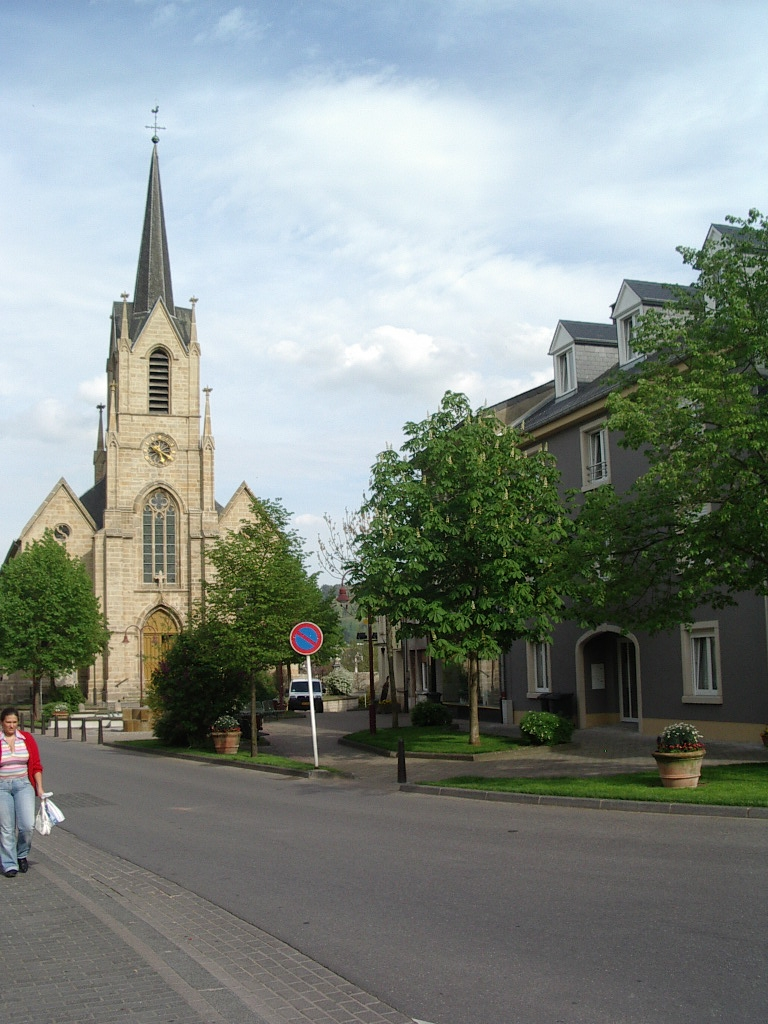
Steinseler Kirche

## Zusammensetzung der Gemeinde
Die Gemeinde Steinsel besteht aus den Ortschaften:
- Heisdorf
- Müllendorf
- Steinsel

## Bevölkerung
In der Gemeinde Steinsel lebten am 1. Januar 2021 insgesamt 5495 Menschen mit 82 unterschiedlichen Nationalitäten. Der Ort Steinsel ist mit 2485 Einwohnern die größte Ortschaft der Gemeinde, dahinter kommt Heisdorf mit 1868 Einwohnern und Müllendorf mit 1142 Einwohnern. Der Ausländeranteil betrug 38 %. Die zehn größten nicht-luxemburgischen Communities kamen aus Portugal, Frankreich, Italien, Deutschland, Belgien, Großbritannien, Spanien, Niederlande, Polen und Bulgarien.

## Geschichte
Der Ort Steinsel hat eine römische Vergangenheit. Man fand dort einige Tempelanlagen. Durch die Steinkonstruktionen erhielt der Ort schließlich auch seinen Namen, zuerst Petrisala, Skinzel und Steinsala, bis zum heutigen Steinsel. Die bekannteste Tempelanlage ist der sogenannte „Roellent“ sowie eine Wohnanlage mit Therme, die man auf dem heutigen Kirchplatz fand.
Mit der Christianisierung wurde Steinsel im Laufe der Zeit eine bedeutende Pfarrgemeinde der römisch-katholischen Kirche. Die heutige Kirche im gotischen Stil wurde 1854 errichtet.
Nach dem Zweiten Weltkrieg wurde Steinsel ein wichtiger Produktions- und Verkaufsort für Erdbeeren, Kartoffeln und Saubohnen.

## Verkehr
Auf dem Ortsgebiet befindet sich der Tunnel und Wildbrücke Ringelbur.

## Sport
Der Basketball-Club Amicale aus Steinsel ist einer der erfolgreichsten Clubs der 2010er im Luxemburger Basketball. Im luxemburgischen Fußball wird Steinsel durch den FC Alisontia Steinsel vertreten.

## Persönlichkeiten
- Edmond Goergen (1914–2000), Maler und Zeichner, Restaurator und Widerstandskämpfer